# Хардхайм
Хардхайм (нем. Hardheim) — община в Германии, в земле Баден-Вюртемберг. 
Подчиняется административному округу Карлсруэ. Входит в состав района Неккар-Оденвальд.  Население составляет 7223 человека (на 31 декабря 2010 года). Занимает площадь 87,03 км².
Коммуна подразделяется на 8 сельских округов.

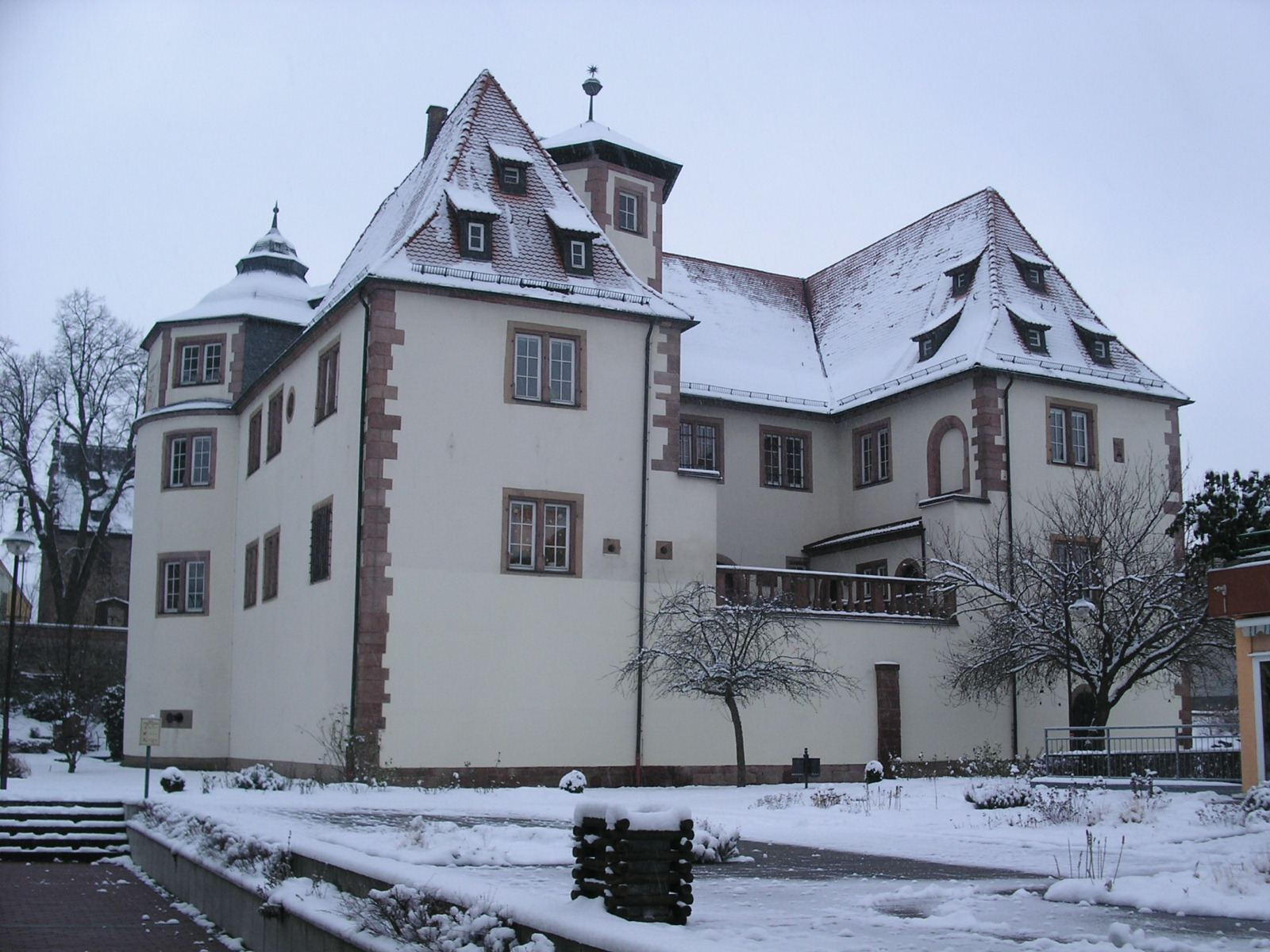
Замок